# Río Dasht
El río Dasht (en urdu: دریائے دشت‎) es un corto río costero del suroeste de Pakistán que discurre por el distrito de Gwadar, Baluchistán. Tiene su origen en las montañas de Mekran y corre principalmente por las estribaciones montañosas y llanuras, hasta desembocar en la bahía de Gwatar, en el mar Arábigo tras un recorrido de 430 km. El río está seco en invierno y produce inundaciones debido a las lluvias del monzón. Es innavegable.
El río Kech es un afluente estacional por la margen derecha que fluye desde Irán y desemboca en el tramo donde se ha acabado recientemente la presa de Mirani, puesta en servicio en 2006, para el riego de las zonas circundantes y para proveer de agua potable a la ciudad portuaria de Gwadar (53.080 hab. en 2006).